# Софи Монк
Софи Чарлин Акланд Монк (на английски: Sophie Charlene Akland Monk) е австралийска певица, актриса, манекен и телевизионна личност. 
Член е на женската поп-група „Бардо“. Напуска я след участието ѝ в реалити серията Popstars и започва соло кариера с издаването на албума Calendar Girl (2003). По-късно участва във филми като „Романтичен филм“ (2006), „Щрак“ (2006) и „Секс и смърт - 101 жени“ (2007).
Монк е родена на 14 декември 1979 година в Лондон, Англия от баща англичанин и майка австралийка. През 1982 г. родителите й се преместват в австралийския Голд Коуст в Куинсланд, когато тя е на 2 години.

## Кариера

### Музикална кариера
Професионалната музикална кариера на Монк започва през 1999 година, когато тя отговаря на дадена реклама, която търси момичета с вокален и танцов опит. Рекламата е за австралийската телевизионна поредица Popstars, която има за цел да създаде успешна нова група от момичета. След многобройните кръгове на песни и танци Монк е избрана за член на групата, която е наречена Бардо. Бардо стана първият австралийски групата, за да стигнат до първото място в класациите в двете Австралия и Нова Зеландия с първия си сингъл „Poison“ и едноименния си дебютен албум. Следващите сингли са „I Should've Never Let You Go“ и „These Days“, а през август 2000 година, групата се впусна в първото си национално турне. През юли 2001 година групата издава „ASAP“, първият сингъл от втория си албум. Бардо вече има по-голям контрол над своята музика и образ. Сингълът достига пето място в Австралия, както и следната сингъл „I Need Somebody“, най-успешния си сингъл, тъй като „Poison“. Вторият албум Play It Like That достигна номер 16 на австралийския класацията за албуми и е сертифициран златен. През 2002 година, крайният сингъл „Love Will Find a Way“ приключи списък на последователни попадения на групата на Топ 20 и групата пое по втория си национално турне. През май същата година, групата се разделя.
Скоро след като Бардо се разделят, Монк започва работа по своята солова кариера, и пуска първия си сингъл „Inside Outside“ през октомври 2002 година и по-късно дебютния си албум Calendar Girl, който изненадва много хора, защото в него съвременната поп-музика е смесена с класически оперни интерлюдии. Сингълът достига пето място на австралийския класацията за сингли. Албумът достига номер 35 на австралийския класацията за албуми. Следващият сингъл „Get the Music On“ е издаден през март 2003 година и достига номер 10 в Австралия. След излизането на албума, Монк издаде своя трети и последен сингъл „One Breath Away“, който достига номер 23 в класацията в Австралия.

### Актьорска кариера
Софи Монк е утвърдена в Холивуд актриса, въпреки че по-голямата част от ролите ѝ са сравнително малки. През февруари 2006 година тя дебютира в игралното кино като флиртуващата и изкусителна Анди в комедията „Романтичен филм“. Филмът е заснет в Лос Анджелис в края на 2005 година. Въпреки изключително отрицателните отзиви той печели над 80 милиона долара по целия свят. Във филма „Щрак“, който разказва за универсално дистанционно управление, Монк играе малка роля като флиртуваща секретарка.
През 2007 година, Монк играе ролята на Синтия Роуз в черната комедия „Секс и смърт - 101 жени“. Във филма участват също австралийският актьор Саймън Бейкър и актрисата Уинона Райдър. Монк се появи напълно гол в сцена от филма. През същата година тя участва и в един епизод на телевизионния сериал „Антураж“. След това Монк се снима в комедия филм „Ваканционни изцепки“, в която тя описва ролята на антагонист на филма на име Мейсън. Филмът претърпя дълъг период пост-продукция, страдащи проблеми дистрибуция. През септември 2008 година беше обявено, че Монк е част от актьорския състав на филма на ужасите „Хълмовете почервеняват“. Заснемането започна в началото на 2009 година в София.

### Телевизия кариера
През септември 2008 година, Монк обяви тя се развива собствената си реалност телевизионен сериал, озаглавен Bigger Than Paris. Монк засне първия епизод през януари 2010 година в Лос Анджелис, Калифорния. През април 2010 година, Найн Нетуърк обяви Монк ще бъде специален гост лектор на пътуване телевизионна програма Getaway. Това е обявено май 2012, че Монк щеше да бъде един от най-известните личности да са се регистрирали за програмата The Choice. Знаменитости като Кармен Електра и Джо Джонас са се появили в шоуто. Серията премиерата на 7 юни 2012 година.
През 2015 година, Монк участва в четвъртия сезон на телевизионното състезание The Celebrity Apprentice Australia и е обявен за победител. Това се потвърждава и от октомври 2015 година, че Монк ще бъде нов съдия на шоуто за таланти Australia's Got Talent за своя осми сезон.
През април 2017 година Монк участва като ергена в третия сезон на телевизионния сериал The Bachelorette Australia и излъчен по Найн Нетуърк. През декември същата година Монк беше обявена за водеща на Love Island Australia, излъчен през май 2018 година.

## Личен живот
Личният живот на Монк често е на страниците на таблоидите, включително периодът на запознанството ѝ с актьора Джуд Лоу. През 2006 година, Монк започва да излиза с Бенджи Мадън, но през януари 2008 година някои медии съобщават, че двойката е разделена. Известно време тя поддържа връзка с пластичния хирург Джон Диаз, но в началото на 2010 година те се разделят.
През януари 2011 година, Монк обяви годежа си с Джими Есебаг. Няколко месеца по-късно Монк съобщи, че тя е отделена от Есебаг.
През октомври 2017 година след завършването на The Bachelorette Australia, Монк започна връзка с победителя, Стю Лонди. През януари 2018 година тя прекъсна връзката, като го обяви в Instagram.
През 2022 година Монк се омъжи за Джошуа Грос на тайна церемония в дома им в Нов Южен Уелс, след като имаха връзка от 2018 година.

## Филмография

### Филми
| Година | Българското заглавие      | Оригинално заглавие                                     | Роля           |
| ------ | ------------------------- | ------------------------------------------------------- | -------------- |
| 2005   | „Лондон“                  | London                                                  | Лорън          |
| 2006   | „Романтичен филм“         | Date Movie                                              | Анди           |
| 2006   | „Щрак“                    | Click                                                   | Стейси         |
| 2007   | „Секс и смърт - 101 жени“ | Sex and Death 101                                       | Синтия Роуз    |
| 2009   | „Ваканционни изцепки“     | Spring Breakdown                                        | Мейсън Мастърс |
| 2009   | „Хълмовете почервеняват“  | The Hills Run Red                                       | Алекса         |
| 2009   |                           | Life Blood                                              | Брук Анчел     |
| 2010   |                           | Hard Breakers                                           | Линдзи Грийн   |
| 2011   |                           | National Lampoon's 301: The Legend of Awesomest Maximus | Принцеса Елън  |
| 2013   |                           | Dorfman                                                 | Вронка         |
| 2013   |                           | Spring Break '83                                        | Британи        |

### Телевизия
| Година | Заглавие                           | Роля                 | Бележки                   |
| ------ | ---------------------------------- | -------------------- | ------------------------- |
| 2000   | Popstars Australia                 | себе си / състезател | победител                 |
| 2004   | The Mystery of Natalie Wood        | Мерилин Монро        | документален филм         |
| 2005   | Pool Guys                          | Джанет               | телевизионен филм         |
| 2007   | Entourage                          | Джулиет              | Епизод: „The Day Fuckers“ |
| 2010   | Getaway                            | себе си / репортер   | 6 епизода                 |
| 2011   | Talkin' 'Bout Your Generation      | себе си / състезател | един епизод               |
| 2012   | The Choice                         | себе си / състезател | един епизод               |
| 2015   | The Celebrity Apprentice Australia | себе си / състезател | победител                 |
| 2016   | Australia's Got Talent             | съдия                | осми сезон                |

## Дискография

### Албуми
- Bardot (2000) (с Бардо)
- Play It like That (2001) (с Бардо)
- Calendar Girl (2003)

### Сингли
- Inside Outside (2002)
- Get the Music On (2003)
- One Breath Away (2003)